# 朝鲜驻图们领事馆
朝鲜民主主义人民共和国驻图们领事馆，简称朝鲜驻图们领事馆，是朝鮮民主主義人民共和國外務省历史上在中華人民共和國吉林省图们市設置的外交代表機構。

## 历史沿革
1950年12月15日，中国外交部同意朝鲜在通化设立驻在员办事处。1952年7月26日，朝鲜驻华大使馆照会中国外交部，朝鲜希望将原拟在通化设立的驻在员办事处改在图们。8月6日，中国外交部复照同意。1955年7月，朝鲜驻华大使馆沈阳联络所图们驻在员办事处变更为朝鲜驻图们领事馆，领区为吉林省。1957年3月5日，朝鲜驻华大使馆照会中国外交部，请求将驻图们领事馆迁往长春，更名为驻长春领事馆，领区为吉林省、黑龙江省和满洲里市。次日，中国外交部复照同意。4月6日，朝鲜驻图们领事馆正式迁往长春。

## 历任馆长
- 金龙彬（1955-1957）